# Államigazgatási Főiskola
Az Államigazgatási Főiskola 1978 és 1999 utolsó napja között önállóan működő felsőfokú intézmény volt. 2000. január 1-jétől a Budapesti Közgazdaságtudományi és Államigazgatási Egyetembe integrálódott, 2016-tól pedig már a Nemzeti Közszolgálati Egyetem Államtudományi és Közigazgatási Karaként működik.

## Története
A közigazgatási szakemberek képzése a 18. századig nyúlik vissza, azóta valamennyi hatalom arra törekedett, hogy a hivatásos köztisztviselői kar utánpótlásának képzése egységes legyen. A főiskola létrehozásának közvetlen előzménye a második világháborút követően, 1953-ban megalakult úgynevezett Tanácsakadémia, mely egy vagy kétéves oktatás keretében biztosította a káderek utánképzését. Ennek során politikai és szakmai - ezen belül gazdasági - ismereteket sajátíthattak el a hallgatók. A Tanácsakadémián elsajátított ismereteket az egyetemek (pl.: a jogészképzésben) elfogadták a jogi egyetem első évének elvégzésével egyenértékűnek.
1977-ban az Elnöki Tanácsa a Tanácsakadémia továbbfejlesztéséről döntött, és 1978. szeptember 1-jén létrehozták az Államigazgatási Főiskolát. A főiskola első évében 540 hallgató tanult két vidéki intézetben (Veszprém, Szombathely) és a nyolc budapesti tanszéken:
- marxizmus—leninizmus
- államjogi
- államigazgatási
- jogi
- pénzügyi és gazdasági
- szervezési és vezetési
- idegennyelvi (orosz, angol vagy német) lektorátus
- testnevelési

A főiskola központi épülete Budapesten, a XI. Ménesi út 5. szám alatt volt.
A felsőoktatási integráció következtében az Államigazgatási Főiskola önállósága 1999. december 31-én megszűnt, 2000. január 2-jével beolvadt a Budapesti Közgazdaságtudományi és Államigazgatási Egyetembe, de kezdetben megtartotta főiskolai kar jellegét, 2005-től azonban az akkor már Budapesti Corvinus Egyetemnek hívott intézmény Közigazgatástudományi Kara volt. 2012 január 1-jével létrejött a Nemzeti Közszolgálati Egyetem, melyhez csatlakozott a Corvinus Közigazgatástudományi Kara is. 2016 február 1-től a kar neve Államtudományi és Közigazgatási Karra változott.

## Vezetői
A főiskolát nem rektor, hanem főigazgató vezette.
- 1978-1989 Kelemen Ferenc
- 1989-1990 Lőrincz Lajos
- 1990-1998 Baka András
- 1998-2000 Máthé Gábor